# Aristodem de Cària
Aristodem de Cària (en llatí Aristodemus, en grec Ἀριστόδημος) va ser un pintor grec nascut a Cària, contemporani de Filostrat de Colonos, amb el que estava connectat per llaços d'hospitalitat. Va escriure una obra parlant de diversos pintors distingits que havien destacat a les ciutats on la pintura s'havia cultivat i dels reis que havien fomentat l'art.